# Bactris hatschbachii
Bactris hatschbachii är en enhjärtbladig växtart som beskrevs av Larry Ronald Noblick och Andrew James Henderson. Bactris hatschbachii ingår i släktet Bactris och familjen Arecaceae. Inga underarter finns listade i Catalogue of Life.